# Teberoğlu, Ladik
Teberoğlu là một xã thuộc huyện Ladik, tỉnh Samsun, Thổ Nhĩ Kỳ. Dân số thời điểm năm 2010 là 176 người.